# Weavering
Weavering est un village du Kent, en Angleterre.